# 藤棚駅
藤棚駅（ふじたなえき）は、福岡県直方市大字下境にある平成筑豊鉄道伊田線の駅である。駅番号はHC4。

## 歴史
- 1990年（平成2年）12月22日：開業[1]。

## 駅構造
相対式ホーム2面2線を有する地上駅。無人駅で駅舎はない。ホームは築堤上にあるが、地上とは階段のみで結ばれているためバリアフリー非対応である。

### のりば
| ホーム | 路線    | 方向 | 行先                                 | 備考 |
| ------ | ------- | ---- | ------------------------------------ | ---- |
| 北側   | ■伊田線 | 上り | 金田・田川伊田・田川後藤寺・行橋方面 |      |
| 南側   | ■伊田線 | 下り | 直方方面                             |      |

※案内上ののりば番号は割り当てられていない。

## 利用状況
2019年度の1日平均乗降人員は216人である。
各年度の1日平均乗降・乗車人員の推移は下表のとおり。
| 年度   | 1日平均 乗降人員 |
| 2013年 | 213              |
| 2014年 | 198              |
| 2015年 | 196              |
| 2016年 | 195              |
| 2017年 | 212              |
| 2018年 | 212              |
| 2019年 | 216              |

## 駅周辺
- セブンイレブン直方藤棚駅前店
- 直方市立中泉小学校
- 下境保育園
- 須賀神社
- おにぎり屋ふじまき
- 国道200号

## 隣の駅
平成筑豊鉄道
■伊田線
あかぢ駅 (HC3)  - 藤棚駅 (HC4) - 中泉駅 (HC5)